# O Começo do Fim do Mundo
O Começo do Fim do Mundo foi um grande festival punk brasileiro realizado em São Paulo no ano de 1982.

## História
Organizado por Antônio Bivar e Callegari (guitarrista dos Inocentes) o evento ocorreu no SESC Pompéia em São Paulo, nos dias 27 e 28 de novembro de 1982, no ano mais forte do movimento punk em São Paulo, o evento foi proposto com o objetivo de firmar a união entre grupos e facções punks, da capital e do ABC paulista, que vinham envolvendo-se em conflitos cada vez mais violentos. O festival contou com exposição de material (discos, fanzines, filmes), shows de bandas e os próprios punks na organização e no público. No total, 20 bandas se apresentaram, e o evento contou com 3.000 visitantes. Enquanto no primeiro dia não se registraram distúrbios, no segundo dia a polícia invadiu o evento para queimar documentos relacionados à ditadura, com a super lotação a polícia reprimiu várias pessoas com gás lacrimogêneo, que obrigou os roqueiros a se refugiar numa igreja evangélica. Também existiram alguns conflitos 
O festival foi gravado em tape-deck, do qual saiu um álbum em LP, que muitos anos mais tarde foi relançado em CD. A qualidade das gravações e principalmente das bandas é sofrível em alguns aspectos, mas há faixas que tornaram-se marcantes na história de alguns dos grupos, além de, pelo todo, ser um disco importantíssimo e histórico. A banda Ulster se recusou a sair na edição original do álbum, pois segundo eles, foram prejudicados na qualidade da gravação. Sua música, "Heresia", saiu no relançamento em CD como faixa bônus.
Em 2016, o selo SESC lançou um documentário com gravações e entrevistas chamado O Fim do Mundo, Enfim, dirigido por Camila Miranda.
Em 2017, é lançada pela Nada Nada Discos uma versão ampliada do LP "O Começo do Fim do Mundo", duplo, com 23 músicas a mais que o original e fotos raras do fotógrafo americano Paul Constantinides. O show de relançamento do LP "O Começo do Fim do Mundo" aconteceu no Sesc Pompeia, em 26 de novembro, com uma banda formada por Clemente (Inocentes), Mingau (Ratos de Porão) e Muniz (Fogo Cruzado), tocando todas as músicas do disco, acompanhados por membro das bandas Cólera, Lixomania, Olho Seco, Ulster, Skisitas, Dose Brutal, Neuróticos, Juízo Final, Suburbanos, Hino Mortal, Inocentes e Fogo Cruzado.
Há também gravações em vídeo, algumas aparecem no documentário Botinada: a Origem do Punk no Brasil, de Gastão Moreira.

## Programação do festival
Nos dias 27 e 28 de novembro, tocaram as seguintes bandas.

### Dia 27
- Dose Brutal
- Psykóze
- Ulster
- Cólera
- Neuróticos
- M-19
- Inocentes
- Juízo Final
- Fogo Cruzado
- Desertores

### Dia 28
- Suburbanos
- Passeatas
- Decadência Social
- Olho Seco
- Extermínio
- Ratos de Porão
- Hino Mortal
- Estado de Coma
- Lixomania
- Negligentes